# 尖叶紫金牛
尖叶紫金牛（学名：Ardisia oxyphylla）为报春花科紫金牛属下的一种。

## 扩展阅读
- 維基物種上的相關：尖叶紫金牛